# Prix littéraires 1977
Liste des prix littéraires décernés au cours de l'année 1977 :

## Prix internationaux
- Prix Nobel de littérature : Vicente Aleixandre (Espagne)[1]
- Grand prix de littérature du Conseil nordique : Bo Carpelan (Finlande) pour Dans les pièces obscures, dans les claires
- Grand prix littéraire d'Afrique noire : Sory Camara (Guinée) pour Gens de la parole : essai sur les griots malinké.
- Prix littéraire des Caraïbes : Liliane Dévieux-Dehoux (Haïti) pour L'amour oui, la mort non

## Allemagne
- Prix Georg-Büchner-Preis : (de) Reiner Kunze (1933-)

## Belgique
- Prix Victor-Rossel : Vera Feyder pour La Derelitta

## Canada
- Grand prix du livre de Montréal : Gilles Marcotte pour Le Roman à l'imparfait : essai sur le roman québécois d'aujourd'hui
- Prix Athanase-David : Jacques Ferron
- Prix du Gouverneur général :
  - Catégorie « Romans et nouvelles de langue anglaise » : Timothy Findley pour The Wars (Guerres)
  - Catégorie « Romans et nouvelles de langue française » : Gabrielle Roy pour Ces enfants de ma vie
  - Catégorie « Poésie ou théâtre de langue anglaise » : D.G. Jones pour Under the Thunder the Flowers Light Up the Earth
  - Catégorie « Poésie ou théâtre de langue française » : Michel Garneau pour Les Célébrations et Adidou Adidouce
  - Catégorie « Études et essais de langue anglaise » : Francis Reginald Scott pour Essays on the Constitution
  - Catégorie « Études et essais de langue française » : Denis Monière pour Le Développement des idéologies au Québec des origines à nos jours
- Prix Jean-Hamelin : Diane Giguère pour Dans les ailes du vent

## Corée du Sud
- Prix de l'Association des poètes coréens : Lee Hyeonggi
- Prix de littérature contemporaine (Hyundae Munhak) :
  - Catégorie « Poésie » : Choi Won-gyu pour 비 속에서
  - Catégorie « Roman » : Jeon Sang-guk pour 私刑」「껍데기 벗기
  - Catégorie « Critique » : Lee Seon-yeong pour 평론집『상황의 문학
- Prix Woltan : Kim Hu-ran pour Une vague
- Prix Yi Sang : Kim Seungok pour Le clair de lune de Séoul

## Espagne
- Prix Cervantes : Alejo Carpentier[2]
- Prix Nadal : José Asenjo Sedano (es), pour Conversación sobre la guerra
- Prix Planeta : Jorge Semprún, pour Autobiografía de Federico Sánchez
- Prix national de Narration : José Luis Acquaroni (es), pour Copa de sombra
- Prix national de poésie : Miguel Fernández (es), pour Eros y Anteros
- Prix national d'Essai : Rafael Montesinos (es), pour Bécquer, biografía e imagen
- Prix Adonáis de Poésie : Eloy Sánchez Rosillo (es), pour Maneras de estar solo
- Prix Anagrama : non décerné.
- Prix d'honneur des lettres catalanes : Miquel Tarradell (archéologue)
- Journée des lettres galiciennes : Antón Villar Ponte
- Prix de la critique Serra d'Or : 
  - Francesc Fontbona de Vallescar (ca), pour La crisi del Modernisme artístic', essai.
  - Terenci Moix, pour La caiguda de l'Imperi Sodomita i altres històries herètiques, contes.
  - Manuel de Pedrolo, pour Procés de contradicció suficient, roman.
  - Joan Vinyoli, pour Vent d'aram, recueil de poésie.
  - Josep Pla, pour Articles amb cua, œuvre narrative non fiction.
  - Josep Carner i Puig-Oriol, pour la traduction de Assaig.
  - Marià Manent i Cisa (es), pour la traduction du recueil de poésie Llibres profètics, de William Blake.

## États-Unis
- National Book Award : 
  - Catégorie « Fiction » : Wallace Stegner pour The Spectator Bird (Vue cavalière)
  - Catégorie « Essais - Biographie et Autobiographie » : W. A. Swanberg pour Norman Thomas: The Last Idealist
  - Catégorie « Essais - Histoire » : Irving Howe pour World of Our Fathers
  - Catégorie « Essais - Pensée actuelle » : Bruno Bettelheim pour The Uses of Enchantment: The Meaning and Importance of Fairy Tales (Psychanalyse des contes de fées)
  - Catégorie « Poésie » : Richard Eberhart pour Collected Poems, 1930-1976: including 43 new poems
- Prix Hugo :
  - Prix Hugo du meilleur roman : Hier, les oiseaux (Where Late the Sweet Birds Sang) par Kate Wilhelm
  - Prix Hugo du meilleur roman court : By Any Other Name par Spider Robinson et Houston, Houston, me recevez-vous ? (Houston, Houston, Do You Read?) par James Tiptree Junior (ex æquo)
  - Prix Hugo de la meilleure nouvelle longue : L'Homme bicentenaire par Isaac Asimov
  - Prix Hugo de la meilleure nouvelle courte : Tricentenaire (Tricentennial) par Joe Haldeman
- Prix Locus :
  - Prix Locus du meilleur roman : Hier, les oiseaux (Where Late the Sweet Birds Sang) par Kate Wilhelm
  - Prix Locus du meilleur roman court : Le Samouraï et les Saules (The Samurai and the Willows) par Michael Bishop
  - Prix Locus de la meilleure nouvelle longue : L'Homme bicentenaire (The Bicentennial Man) par Isaac Asimov
  - Prix Locus de la meilleure nouvelle courte : Tricentenaire (Tricentennial) par Joe Haldeman
  - Prix Locus du meilleur recueil de nouvelles : Chanson pour Lya (A Song for Lya and Other Stories) par George R. R. Martin
- Prix Nebula :
  - Prix Nebula du meilleur roman : La Grande Porte (Gateway) par Frederik Pohl
  - Prix Nebula du meilleur roman court : La Danse des étoiles (Stardance) par Spider Robinson et Jeanne Robinson
  - Prix Nebula de la meilleure nouvelle longue : Comme des mouches (The Screwfly Solution) par Raccoona Sheldon
  - Prix Nebula de la meilleure nouvelle courte : Jeffty, cinq ans (Jeffty is Five) par Harlan Ellison
- Prix Pulitzer
  - Catégorie « Fiction » : non attribué
  - Catégorie « Biographie et Autobiographie » : John E. Mack pour A Prince of Our Disorder: The Life of T. E. Lawrence
  - Catégorie « Essai » : William W. Warner pour Beautiful Swimmers
  - Catégorie « Histoire » : David M. Potter pour The Impending Crisis, 1848–1861
  - Catégorie « Poésie » : James Merrill pour Divine Comedies
  - Catégorie « Théâtre » : Michael Cristofer pour The Shadow Box
  - Citation spéciale : Alex Haley pour Roots (Racines)

## Finlande
- Prix Aleksis-Kivi : non décerné
- Prix Kalevi-Jäntti : non décerné
- Prix Eino-Leino : Nils-Börje Stormbom
- Prix national de littérature : Daniel Katz pour Orvar Kleinin kuolema, Eila Pennanen pour Pesäyö, Leena Krohn pour Ihmisen vaatteissa
- Prix littéraire de la ville de Tampere : Mirkka Rekola pour Kohtaamispaikka vuosi, Väinö Kirstinä pour Elämä ilman sijaista
- Prix Tollander : Nils Erik Wickberg
- Prix Rudolf-Koivu : Katriina Viljamaa-Rissanen pour illustration de livres scolaires
- Prix Topelius : Asko Martinheimo pour Lassinkyynel
- Prix Mikael-Agricola : Juhani Koskinen
- Médaille Anni-Swan : non décerné
- Prix d'écriture Juhana-Heikki-Erkko : non décerné
- Prix Juhana-Heikki-Erkko : Matti Pulkkinen pour Ja pesäpuu itki
- Médaille Kiitos kirjasta : Elina Karjalainen pour Ihmisen ääni
- Prix Arvid-Lydecken : Kari et Pirre Vaijärvi pour Jeppe keksii jännärin
- Prix Kaarle : Markku Lahtela
- Prix Pehr-Evind-Svinhufvud : non décerné
- Prix du grand club du livre finlandais : non décerné
- Prix Pirkanmaan-Plättä : Jorma Kurvinen pour Susikoira Roi

## France
- Prix Goncourt : Didier Decoin pour John l'Enfer
- Prix Médicis : Michel Butel pour L'Autre Amour
  - Prix Médicis étranger : Hector Bianciotti pour Le Traité des saisons
- Prix Femina : Régis Debray pour La neige brûle
- Prix Renaudot : Alphonse Boudard pour Les Combattants du petit bonheur
- Prix Interallié : Jean-Marie Rouart pour Les Feux du pouvoir
- Grand prix de littérature de l'Académie française : Marguerite Yourcenar
- Grand prix du roman de l'Académie française : Camille Bourniquel pour Tempo
- Prix des Deux Magots : Inès Cagnati pour Génie la folle
- Prix du Quai des Orfèvres : Jacquemard-Sénécal pour Le Crime de la maison Grün
- Prix du Roman populiste : Claude Aubin pour Le Marin de fortune
- Prix du Livre Inter : Agustin Gómez-Arcos pour Ana non
- Prix Albert-Londres : François Debré pour Cambodge, la révolution de la forêt
- Prix mondial Cino-Del-Duca : Germaine Tillion

## Italie
- Prix Strega : Fulvio Tomizza, La miglior vita (Rizzoli)
- Prix Bagutta : Sandro Penna, Stranezze, (Garzanti)
- Prix Campiello : Saverio Strati, Il selvaggio di Santa Venere
- Prix Napoli : Nino Casiglio (it), Acqua e sale, (Rusconi)
- Prix Stresa : Eugenio Travaini, Il vento in testa, (Rizzoli)
- Prix Viareggio : Davide Lajolo, Veder l'erba dalla parte delle radici

## Japon
- Prix Tanizaki : Shimao Toshio pour Hi no utsuroi

## Monaco
- Prix Prince-Pierre-de-Monaco : Léopold Sédar Senghor

## Royaume-Uni
- Prix Booker : Paul Scott pour Staying On (Quelques jours avant la nuit)
- Prix James Tait Black :
  - Fiction : John le Carré pour The Honourable Schoolboy (Comme un collégien)
  - Biographie : George Painter pour Chateaubriand: Volume 1 - The Longed-For Tempests
- Prix WH Smith : Ronald Lewin pour Slim: The Standardbearer
- Prix John-Llewellyn-Rhys : Vorticism & Abstract Art in the First Machine Age de Richard Cork (en)
- Médaille Carnegie : Gene Kemp pour Le terrible trimestre de Gus
- Prix Rose-Mary-Crawshay : Harriet Hawkins pour Poetic Freedom and Poetic Truth
- Prix Somerset-Maugham : Richard Holmes pour Shelley: The Pursuit